# Italijanistika
Italijanistika je veda o italijanskem jeziku, italijanski književnosti in kulturi, ki se študira na univerzitetni ravni.

## Raziskovalci italijanskega jezika na Slovenskem
Eden prvih dokumentov, ki povezuje italijanščino in slovenščino, je italijansko-slovenski slovar Alasia da Sommaripe iz leta 1607.
K izdelavi italijansko-slovenskega in slovensko-italijanskega slovarja so skozi čas prispevali Janko Tavzes (slovar je izšel leta 1941), Anton Debeljak, Vojteh Strnad, Anton Bajec, Anton Grad, Janko Kotnik in Sergij Šlenc. Zadnji italijansko-slovenski slovar je izšel leta 2001 (70.000 gesel), zadnji slovensko-italijanski slovar pa leta 2006 (100.000 gesel). Avtor obeh slovarjev je Sergij Šlenc.

## Študij italijanistike v Sloveniji

### Italijanistika na Univerzi v Ljubljani
Italijanistika ima svoj sedež na Filozofski fakulteti, na Oddelku za romanske jezike in književnosti.
Leta 1927 je bila na Filozofski fakulteti ustanovljena katedra za romanistiko, ki jo je zasedel Franc Šturm, ki se je pri svojem raziskovalnem delu s posebno vnemo posvečal italijanskemu jeziku, ob njem pa tudi furlanščini in širšim romansko-slovenskim jezikovnim izmenjavam. Leta 1937 je postal lektor za italijanski jezik Stanko Leben. Leta 1930 je izdal učbenik z naslovom Italijanska vadnica: za šole in samouke. Vodil je tečaje sodobnega italijanskega jezika, nekaj semestrov pa je posvetil tudi italijanski književnosti. Leta 1940 so na pobudo slavista Frana Ramovša sprožili postopek za docenturo za italijanski jezik. Za docente so se prijavili Stanko Leben, Anton Grad in Anton Ribolli. Fakultetni svet je izbral Stanka Lebna za docenta za italijanski jezik.
Po vojni je italijanistika zaživela s prihodom Stanka Škerlja iz Beograda. Ta je obnovil študij romanskega jezikoslovja, za italijanščino pa še posebej študij dialektologije, zlasti beneških narečij, največ znanstvenega in pedagoškega dela je vložil v študij italijanske skladnje. Njegov študij beneških narečij je nadaljeval Mitja Skubic, skladenjske raziskave pa Tjaša Miklič, ki je prevzela vodenje katedre za italijanski jezik, potem ko je Skubic ustanovil hispanistiko. 
Tjaša Miklič se posveča predvsem besediloslovnim in diskurzivnim raziskavam problemov, povezanih z besedilnim funkcioniranjem italijanskega glagola, večinoma s kontrastivne perspektive. Od leta 2007 vodi katedro za italijanski jezik Martina Ožbot, ki se posveča jezikom v stiku, besediloslovju z analizo diskurza in prevodoslovju. Raziskovalno in strokovno področje didaktike italijanskega jezika vodi Darja Mertelj. Na tem področju je na oddelku vrsto let delovala tudi Lucija Čok. 
Oddelek ima svoje in tuje lektorje.
Delo katedre za italijansko književnost sta po Stanku Škerlju najvidneje zaznamovala njegova naslednika: Niko Košir in Atilij Rakar. Za njima se s književnostjo ukvarja Irena Prosenc Šegula, predvsem na področju renesančne književnosti in književnosti 20. stoletja. Patrizia Farinelli, ki raziskuje renesančno in baročno liriko ter sodobno prozo, je od leta 2005 vodja katedre za italijansko književnost.

### Italijanistika na Univerzi na Primorskem
Italijanistika ima svoj oddelek na Fakulteti za humanistične študije.
Na oddelku deluje poleg drugih Goran Filipi, področje italijanistike v povezavi s slovenistiko raziskuje tudi Vesna Mikolič.